# Ultraviolence (Lied)
Ultraviolence ist ein Lied der US-amerikanischen Popsängerin Lana Del Rey. Das Stück ist die dritte Singleauskopplung aus ihrem dritten Studioalbum Ultraviolence.

## Entstehung und Artwork
Geschrieben wurde das Lied von Lana Del Rey und Dan Heath. Produziert wurde das Stück von Dan Auerbach. Gemastert wurde die Single von Metropolis Mastering in London, unter der Leitung des Briten John Davis. Die Abmischung erfolgte durch Dan Auerbach und Collin Dupuis. Neben Del Rey sind im Hintergrund die Sänger Alfreda McCrary Lee, Ann McCrary und Regina McCrary zu hören. Als Instrumentalisten wurden Dan Auerbach, Seth Kaufman und Kenny Vaughan an der E-Gitarre, Leon Michaels am Mellotron, Piano und Synthesizer, Nick Movshon am E-Bass, Russ Pahl an der Pedal-Steel-Gitarre und Maximilian Weissenfeldt am Schlagzeug engagiert. Das Arrangement und die Programmierung des Schlagzeugs übernahm Collin Dupuis. Das Lied wurde unter den Musiklabels Interscope Records und Polydor veröffentlicht. Auf dem schwarz-weißen Cover der Maxi-Single ist – neben Künstlernamen und Liedtitel – Del Rey, in einem Auto sitzend, zu sehen. Auf einem zweiten Coverbild sind Del Reys Knie in zerrissenen Jeans zu sehen. Das Coverbild wurde von dem US-amerikanischen Fotografen Neil Krug geschossen.

## Veröffentlichung und Promotion
Ultraviolence feierte seine Premiere am 25. Mai 2014, während eines Konzertes im Pacific Coliseum in Vancouver, British Columbia, Kanada. Die Erstveröffentlichung von Ultraviolence erfolgte als Einzeltrack zum Download und Streaming am 6. Juni 2014.

## Inhalt
Mit Ausnahme der spanischen Textzeile „Yo soy la princesa, comprende“ (spanisch für „Ich bin die Prinzessin, kapiert“) ist der Liedtext zu Ultraviolence in englischer Sprache verfasst. Bei dem Wort Ultraviolence handelt es sich um eine Wortneuschöpfung aus den beiden englischen Wörtern ultra und violence (englisch für „Gewalt“). Sinngemäß gemeint ist damit extreme Gewalt. Die Musik und der Text wurden gemeinsam von Lana Del Rey und Dan Heath verfasst. Musikalisch bewegt sich das Lied im Bereich der Popmusik.
Laut Brenna Ehrlich von den MTV News erzählt Ultraviolence eine „typisch romanistische Lana Del Rey Beziehung: Gebrochen, gescheitert und schmerzhaft“. Im Refrain findet sich eine Anspielung auf The Crystals He Hit Me (It Felt Like a Kiss) wieder. Ein Schreiber der Music Times kommentierte, dass die „Violinen, das leichte Schlagzeug und Del Reys engelhaftes Singen“ dem Lied ein Gefühl der Kirchenmusik beschert.
| “This Is Ultraviolence … Ultraviolence … Ultraviolence … Ultraviolence. I Can Hear Sirens, Sirens. He Hit Me and It Felt Like a Kiss. I Can Hear Violins, Violins. Give Me All of That Ultraviolence.” – Refrain, Originalauszug | „Mit seiner Ultragewalt … Ultragewalt … Ultragewalt … Ultragewalt. Ich kann Sirenen hören, Sirenen hören. Er schlug mich und es fühlte sich an wie ein Kuss. Ich kann Violinen hören, Violinen hören. Gib mir alles von dieser Ultragewalt.“ – Refrain, Übersetzung |

## Musikvideo
Das Musikvideo zu Ultraviolence feierte am 30. Juli 2014 auf Noisey’s YouTube-Kanal seine Premiere. Bereits zwei Tage zuvor wurde ein Teaser veröffentlicht. Das Video ist in sanft-blassen Farben dargestellt und wurde mittels eines iPhones gefilmt. Die Gesamtlänge beträgt 4:16 Minuten. Regie führte Francesco Carrozzini. Das Musikvideo zählt über 2,9 Millionen Aufrufe bei YouTube (Stand: Oktober 2020).
Zu Beginn steht Del Rey mit einem weißen Kleid bekleidet in einem Garten und hebt vom Boden einen Schleier auf. Sie zieht diesen an, läuft ein Stück und hebt einen Blumenstrauß auf. Die restliche Zeit bewegt sie sich größtenteils nur durch den Garten. Zwischendurch sind immer wieder laszive Szenen zu sehen. Unter anderem zieht sie sich mit einem verführerischen Gesichtsausdruck einen Träger der Kleides runter, streicht sich über ihr Dekolleté oder leckt die Finger des Kameramanns. Am Ende des Videos begibt sich Del Rey in eine Kirche, wo sie vor dem Altar stehen bleibt.

## Mitwirkende
| Liedproduktion - Dan Auerbach: Abmischung, E-Gitarre, Musikproduzent - John Davis: Mastering - Lana Del Rey: Gesang, Komponist, Liedtexter - Collin Dupuis: Abmischung, Arrangement, Programmierung (Schlagzeug) - Dan Heath: Komponist, Liedtexter - Seth Kaufman: E-Gitarre - Alfreda McCrary Lee: Hintergrundgesang - Ann McCrary: Hintergrundgesang - Regina McCrary: Hintergrundgesang - Leon Michaels: Mellotron, Piano, Synthesizer - Nick Movshon: E-Bass - Russ Pahl: Pedal-Steel-Gitarre - Kenny Vaughan: E-Gitarre - Maximilian Weissenfeldt: Schlagzeug | Artwork - Francesco Carrozzini: Regisseur (Musikvideo) - Neil Krug: Fotograf (Cover) Unternehmen - Interscope Records: Musiklabel - Metropolis Mastering: Mastering - Polydor: Musiklabel |

## Rezeption

### Rezensionen
Nolan Feeney vom Time Magazin kritisierte das Lied für seine Verherrlichung von häuslicher Gewalt und erwähnt Lordes Kommentar zu Del Reys Musik. „This sort of shirt-tugging, desperate, don’t leave me stuff. That’s not a good thing for young girls, even young people, to hear“ (Diese Art von shirt-zerrendem, verzweifeltem, Verlass-mich-nicht Zeug. Das sind keine guten Sachen die junge Mädchen, junge Menschen, hören sollten). Feeney fügte noch hinzu, dass Del Rey „wahrscheinlich“ nicht den „verkorksten Geschichten von Laster und Luxus“ ihres Charakters billigt.
Harley Brown vom Spin-Magazin meinte, dass in Anbetracht dessen das Del Rey keine positive oder negative Meinung zu häuslicher Gewalt abgab, der Liedtext zu kontroversen führen könne. Insbesondere seit sie in einem Interview mit The Fader den Feminismus ablehnte. Sie sagte:

“For me, the issue of feminism is just not an interesting concept. I’m more interested in, you know, SpaceX and Tesla, what’s going to happen with our intergalactic possibilities. Whenever people bring up feminism, I’m like, god. I’m just not really that interested.”

### Charts und Chartplatzierungen
Ultraviolence erreichte in den Vereinigten Staaten Rang 70 der Singlecharts und konnte sich eine Woche in den Charts platzieren. Für Del Rey ist dies sowohl als Interpretin, wie auch als Autorin, der sechste Charterfolg in ihrer Heimat.
| ChartsChartplatzierungen       | Höchstplatzierung | Wochen |
| ------------------------------ | ----------------- | ------ |
| Vereinigte Staaten (Billboard) | 70 (1 Wo.)        | 1      |

### Auszeichnungen für Musikverkäufe
Am 30. November 2023, neun Jahre nach der Erstveröffentlichung, wurde Ultraviolence mit einer Platin-Schallplatte für eine Million verkaufte Einheiten in den Vereinigten Staaten ausgezeichnet.

| Land/Region                  | Auszeichnungen für Musikverkäufe (Land/Region, Auszeichnung, Verkäufe) | Verkäufe  |
| ---------------------------- | ---------------------------------------------------------------------- | --------- |
| Australien (ARIA)            | Gold                                                                   | 35.000    |
| Brasilien (PMB)              | Platin                                                                 | 60.000    |
| Vereinigte Staaten (RIAA)    | Platin                                                                 | 1.000.000 |
| Vereinigtes Königreich (BPI) | Silber                                                                 | 200.000   |
| Insgesamt                    | 1× Silber · 1× Gold · 2× Platin ·                                      | 1.295.000 |

Hauptartikel: Lana Del Rey/Auszeichnungen für Musikverkäufe